# Forelius andinus
Forelius andinus är en myrart som beskrevs av Kusnezov 1957. Forelius andinus ingår i släktet Forelius och familjen myror. Inga underarter finns listade i Catalogue of Life.